# Franciszek Żmurko
Franciszek Żmurko (né le 18 juillet 1859 à Lemberg – mort le 9 octobre 1910 à Varsovie) est un peintre réaliste polonais, fils du mathématicien Wawrzyniec Żmurko.

## Biographie
Enfant, il commence à prendre des cours de dessin dans sa ville natale avec le peintre Franciszek Tepa. Adolescent, il part pour Cracovie étudier à l'Académie des beaux-arts où il a comme professeur Jan Matejko. En 1877, Żmurko va à Vienne où il est accepté à l'Académie de Vienne mais il part peu après pour étudier avec Alexander von Wagner à Munich. Żmurko retourne à Cracovie en 1880 puis part pour Varsovie en 1882 où il réside jusqu'à sa mort en 1910.

## Œuvres notables
- Zygmunt August i Barbara
- Zuzanna i starcy, 1879
- Z rozkazu padyszacha, 1881
- Nubijczyk, 1884
- Portret kobiety z wachlarzem, 1884
- Widzenie Fausta, 1890
- Kazimierz Wielki i Esterka
- Portret kobiety z wachlarzem i papierosem, 1891
- Autoportret z paletą, 1895
- Portret młodej kobiety, 1896
- Studium do obrazu "Laudamus feminam", c. 1900
- Półakt kobiecy, c. 1900
- Una donna
- Czarne warkocze, 1907

## Galerie

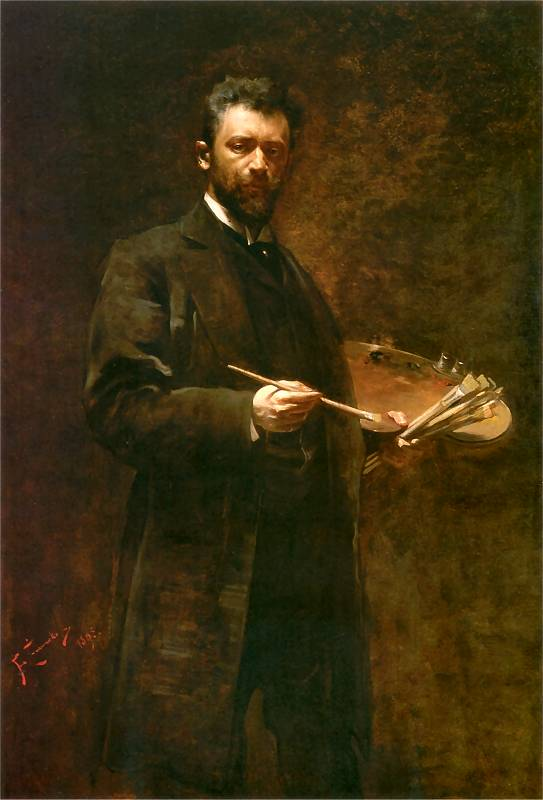
Autoportrait avec une palette
Fille avec des rubans rouges dans les cheveux
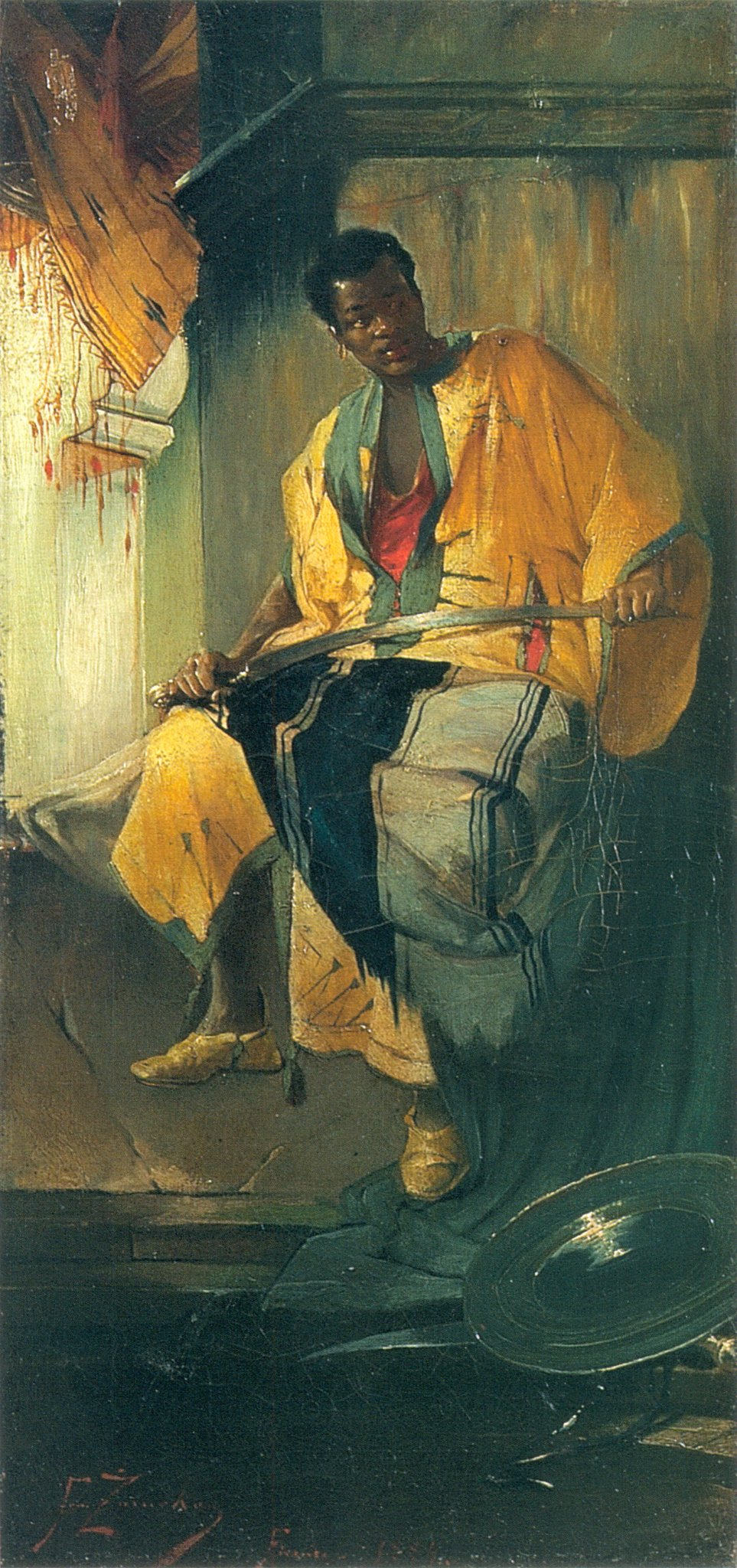
Nubien, 1884
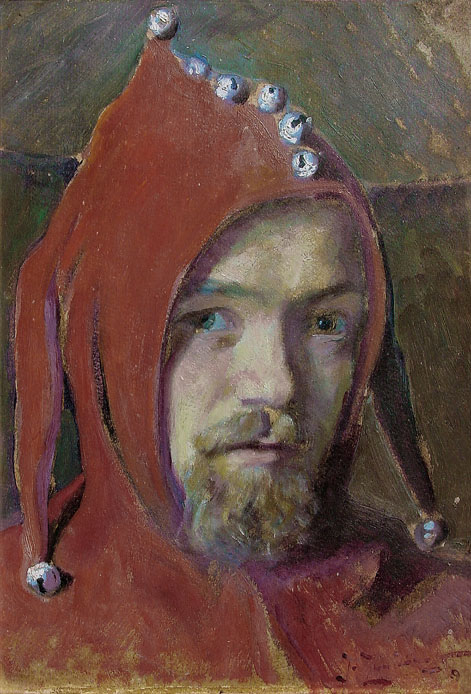
Autoportrait en Stańczyk

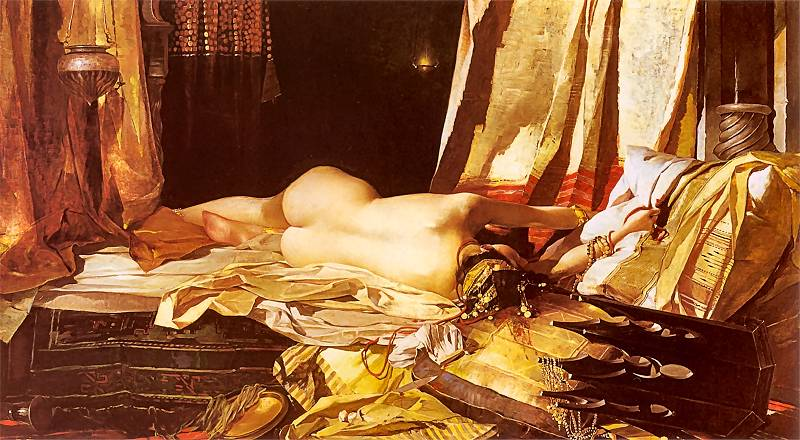
Aux ordres de Padishah, 1881
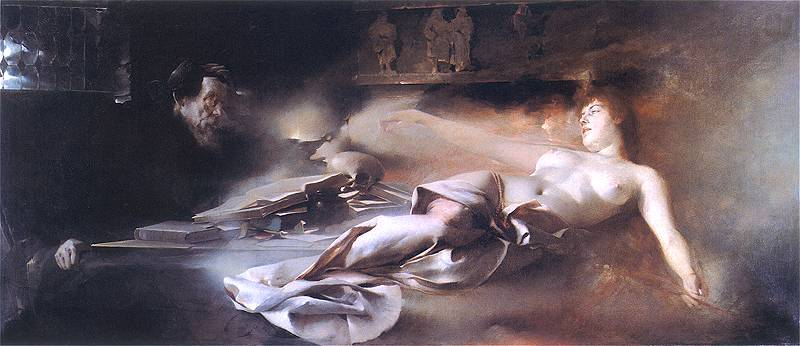
Vison de Faust, 1890